# Floarea Leonida
Floarea Leonida (n. 13 ianuarie 1987, București) este o gimnastă română de talie mondială, fostă componentă a lotului de gimnastică feminină a României la Jocurile Olimpice din anul 2008, care s-au desfășoară în China, la Beijing, între 8 august și 31 august 2008.

## Activitate sportivă
După ce începuse gimnastica la vârsta de 3 ani, la Clubul Sportiv Școlar, sportiva a evoluat ulterior la Clubul "Steaua București," unde l-a avut ca antrenor principal pe Nicolae Forminte, iar ca antrenori efectivi pe Liliana Cosma, Cătălin Daniel Meran, Marius Răzvan Vintilă, Lucian Sandu și Raluca Bugner, respectiv ca și coregraf pe Valer Puia. 
A participat la primele concursuri de anvergură începând cu anul 2000.
În timpul activității sale ca junioară, Floarea Leonida a câștigat aurul la bârnă individual, respectiv medaliile de argint la sol individual și argint cu echipa de junioare la Campionatele europene de gimnastică feminină din 2002 de la Patras (Grecia).
La Campionatele mondiale de gimnastică feminină din 2003 de la Anaheim (SUA) a câștigat cu echipa medalia de argint.
La Campionatele europene de gimnastică feminină din 2006 de la Volos (Grecia) a câștigat cu echipa de senioare medalia de argint.